# Championnat du Luxembourg de football 1913-1914
Navigation
Saison précédente Saison suivante
La saison 1913-1914 du Championnat du Luxembourg de football était la 4e édition du championnat de première division au Luxembourg après une interruption d'un an. Six clubs sont regroupés au sein d'une poule unique où ils s'affrontent deux fois, à domicile et à l'extérieur.
C'est le club de l'US Hollerich, tenant du titre, qui remporte le titre en terminant en tête du classement final. C'est le 2e titre de champion du Luxembourg de l'histoire du club.

## Les 6 clubs participants
| - Sporting Club Luxembourg - Racing Club Luxembourg - US Hollerich - Jeunesse d'Esch - CS Pétange - SC Differdange |

## Compétition

### Classement
Seule la position des équipes est connue.
| Rang | Équipe                   | Pts | J | G | N | P | Bp | Bc | Diff |
| ---- | ------------------------ | --- | - | - | - | - | -- | -- | ---- |
| 1    | US Hollerich (T)         |     |   |   |   |   |    |    |      |
| 2    | Sporting Club Luxembourg |     |   |   |   |   |    |    |      |
| 3    | Racing Club Luxembourg   |     |   |   |   |   |    |    |      |
| 4    | SC Differdange           |     |   |   |   |   |    |    |      |
| 5    | Jeunesse d'Esch          |     |   |   |   |   |    |    |      |
| 6    | CS Pétange               |     |   |   |   |   |    |    |      |

|  | Champion du Luxembourg 1913-1914 |
|  | (T) Tenant du titre              |

## Bilan de la saison
| Championnat du Luxembourg de football 1913-1914 |                         |
| Champion                                        | US Hollerich (2e titre) |
| Promotions et relégations                       |                         |
| Promus en Division Nationale                    | Inconnu                 |
| Relégués en Division d'Honneur                  | Inconnu                 |